# Les Haricots rouges
Pour les articles homonymes, voir Haricot rouge.
Les Haricots rouges est un groupe de jazz Nouvelle-Orléans et dixieland français.
En 2011, ils comptent plus d'un million d'albums vendus dans le monde en cinquante ans de carrière, et ont fêté leurs cinquante années d'existence en 2013, notamment par la sortie d'un nouvel album, French Melodies. Leur dernier album, sorti en 2020, Meilleurs espoirs masculins, revisite de célèbres musiques de films.

## Biographie
Les Haricots rouges, issus du même lycée Rodin de Paris, font leur apparition sur la scène jazz en 1963. Le groupe, initialement composé de Daniel Barda (trombone), Claude Fontaine (banjo), Pierre Jean (piano), Gilbert Leroux (batterie et washboard), Alain Poisson (banjo), Jean-François Rabre (basse), Marc Richard (cornet) et Gérard Tarquin (clarinette), se produit en concert en tenues de vestes rouges et de pantalons crème, et enregistre de nombreux 45 tours, albums studio et live.
En France, ils sont devenus un « groupe culte » qui ajoutait des gags humoristiques et satiriques au jazz et ont atteint une grande popularité à la fin des années 1960 en se produisant à l'Olympia de Paris, où ils faisaient la première partie des Beatles, des Rolling Stones, de Jacques Brel et bien d'autres. Pendant les années 1970, ils donnent également des concerts en club avec des invités américains au Caveau de la Huchette.
La prestation la plus remarquable du groupe fut sans doute celle de l'entracte du Grand Prix Eurovision de la Chanson 1966 à Luxembourg. Ils y ont interprété deux morceaux de dixieland, y compris un solo de planche à laver. En Allemagne, ils ont souvent été invités à la télévision, par exemple au Musikantenstadl (Eurovision) et ont joué devant jusqu'à 8 000 spectateurs au Dixielandfestival de Dresde.
Un « album du cinquantenaire », French Melodies, sort en 2013 chez Frémeaux et Associés. En 2021, ils reviennent dans leur département d'origine des Cévennes pour jouer au Jazzoparc.

## Membres actuels
- Norbert Congrega - banjo
- Michel Senamaud - batterie
- Pierre-Luc Puig - contrebasse
- Christophe Deret - trombone
- Pierre Jean -  piano, trompette
- Jacques Montebruno - clarinette
- Jean Dufour - trompette

## Discographie

### Albums studio
- 1989 : In New Orleans - The French Touch (GHB Records)
- 1989 : Les Haricots Rouges + Sam Lee (Black and Blue)
- 1991 : Récolte 91 (Black and Blue)
- 1995 : Les Copains d'abord (EMI)
- 1996 : Sans fil (Black and Blue)
- 1998 : Tous les Haricots rouges (EMI, 2CD)
- 2000 : Best Souvenir from St Jean de Luz, enregistré en concert à la Txalupa (Black and Blue)
- 2005 : 40th Anniversary (Blackbox, 2CD)
- 2007 : Best of (Blackbox, Sélection du Reader's Digest, 3 CD)
- 2013 : French Melodies (Frémeaux et Associés)
- 2020 : Meilleurs espoirs masculins (Frémeaux et Associés)

### EP
- 1966 : Les Haricots Rouges en public au théâtre de Fontainebleau (Ducretet Thomson)
- 1967 : Les Haricots Rouges (Ducretet Thomson)
- 1968 : Sweet and Hot (Ducretet Thomson)
- 1976 : Super-marché (Decca Records)
- 1980 : Les Haricots rouges (Milan)